# Peringueyella
Peringueyella is een geslacht van rechtvleugeligen uit de familie sabelsprinkhanen (Tettigoniidae). De wetenschappelijke naam van dit geslacht is voor het eerst geldig gepubliceerd in 1888 door Saussure.

## Soorten
Het geslacht Peringueyella omvat de volgende soorten:
- Peringueyella jocosa Saussure, 1888
- Peringueyella macrocephala Schaum, 1853
- Peringueyella rentzi Kaltenbach, 1981
- Peringueyella zulu Kaltenbach, 1971